# Хекла
Хекла (на исландски: Hekla) е активен стратовулкан в южната част на Исландия с височина 1491 m. Той е един от най-активните вулкани в Исландия; над 20 изригвания са регистрирани във и около вулкана от 1210 г. насам.
Честите силни изригвания на вулкана са довели до покриване на голяма част от Исландия с тефра и тези слоеве могат да се използват за датиране на изригвания на други исландски вулкани. Приблизително 10% от тефрата, създадена в Исландия през последните хиляда години, идва от Хекла, което възлиза на 5 км3. Общо вулканът е произвел едно от най-големите количества лава в света през последното хилядолетие, около 8 км3.

## Етимология
На исландски Hekla е дума за късо наметало с качулка. Вероятно вулканът е наречен така заради честата облачна покривка на върха. Един ранен латински източник споменава планината като Mons Casule.

## Репутация
След изригването през 1104 г. истории, вероятно умишлено разпространени из Европа от цистерциански монаси, разказват, че Хекла е вратата към Ада.
Поема от монаха Бенедит от около 1120 г. за пътуванията на Свети Брендан споменава Хекла като затвора на Юда.
В летописа на Flatey Book Annal е записано, че по време на изригването през 1341 г. хората са видели в планинския огън да летят големи и малки птици, които са помислили за човешки души. През XVI Каспар Пеусер пише, че Портите на ада могат да бъдат намерени в „бездънната бездна на Хекла Фел“. Убеждението, че Хекла е портата към ада, продължава до XIX век. Все още има легенда, че вещиците се събират на Хекла по време на Великден.

## Геология и география
Хекла е част от вулканичен хребет, дълъг 40 km.
Много от изригванията започват с по-дебели, по-експлозивни изригвания от риолит, дацит или андезит, които създават тефра и имат потенциал за пирокластични потоци.:с. 36–38:с. 81 Друга или по-късна част от изригванията идват от по-тънка базалтова магма, която образува полета от лава.:с. 36–38
Тефрата, образувана при изригванията на Хекла, е с високо съдържание на флуор, който е отровен за животните. Базалтовата андезитна лава на Хекла обикновено има съдържание на силициев диоксид от над 54%, в сравнение с 45 – 50% от други близки алкални базалтови изригвания (вижте класификация TAS). Това е единственият исландски вулкан, който произвежда калциево-алкална лава. Фенокристалите в лавата на Хекла могат да съдържат плагиоклаз, пироксен, титаномагнетит, оливин и апатит.
Когато не изригва, Хекла често е покрита със сняг и малки ледници. Вулканът се характеризира и с необичайна асеизмичност, като активността започва едва от 30 – 80 минути преди изригване. Хекла се намира на средноокеански хребет, на който се срещат тектонските плочи. Днес Хекла се изследва и наблюдава внимателно за параметри като напрежение, наклон, деформация и други движения и сеизмична активност. Земетресенията в околностите на вулкана, когато е в латентно състояние, обикновено са под магнитуд 2 по Рихтер, а при изригване – с магнитуд 3 по Рихтер.

## История на изригването
Най-ранното регистрирано изригване на Хекла е през 1104 г. Оттогава е имало между двадесет и тридесет значителни изригвания, като планината понякога остава активна за периоди от шест години с малки паузи между изригванията. Изригванията на Хекла са разнообразни и трудни за прогнозиране.Предшестващата ги сеизмична активност може да трае няколко часа или по-малко. Някои са много кратки и траят от седем до десет дни, докато други могат да се проточат в месеци и години (изригването от 1947 г. започва на 29 март 1947 г. и завършва през април 1948 г.). Общата зависимост, която се наблюдава, е че колкото по-дълго Хекла е в латентно състояние, толкова по-голямо и по-катастрофално ще бъде нейното следващо изригване. Последното изригване на вулкана е на 26 февруари 2000 г.

## В популярната култура
Хекла присъства в художествени произведения от Средновековието до днес.

### Архитектура
Високият 220 м небостъргач Тур Екла в Дефанс, Париж, Франция, построен през 2022 г., е кръстен на вулкана.

### Филми
В испанския апокалиптичен научнофантастичен филм от 2013 г. Los Últimos Días (букв. „Последните дни“) някои репортери спекулират, че три скорошни изригвания на планината Хекла може да са причинили разпространяващата се форма на агорафобия, която убива засегнатите хора, които излизат навън.
Кулминацията на филма „Викингът“ от 2022 г. се развива по склоновете на Хекла.

### Музика
Пиесата „Хекла“, Op 52 (1964 г.) от исландския композитор Йон Лейфс, е наречена „най-шумната класическа музика на всички времена“. Изискванията за изпълнение на произведението включват четири комплекта камъни, удряни с чукове, стоманени плочи, наковални, сирени, оръдия, метални вериги, хор, голям оркестър и орган.

### Транспорт
Малък датски крайцер, пуснат на вода през 1890 г. и бракуван през 1955 г., е кръстен „Хекла“.
Датският параход „Хекла“ участва в битка в Първата Шлезвигска война .
Исландският национален превозвач кръщава един от своите самолети на вулкана.
Има няколко кораба на британския Кралски флот, наречени HMS Hecla.

### Организации
През октомври 2011 г. германска лява въоръжена група, наречена Hekla-Empfangskomitee (букв. „Комитет за посрещане на Хекла“), поставя най-малко 17 запалителни устройства по железниците в района на Берлин, като 2 от тях се задействат.

### Цитирана литература
- Thorarinsson, Sigurdur. Hekla, A Notorious Volcano.   Reykjavík, Almenna bókafélagið, 1970.